# Processus clinoïde moyen
Les  processus clinoïdes moyens (ou apophyses clinoïdes moyennes) sont deux petites saillies osseuses situées aux extrémités de la crête synostosique de la selle turcique.
Ils donnent insertion[pas clair] à la tente de l'hypophyse, qui couvre et protège l'hypophyse. Cette tente se finira sur les processus clinoïdes postérieurs.